# Barbershop 2: Back in Business
Barbershop 2: Back in Business és una pel·lícula estatunidenca de Kevin Rodney Sullivan estrenada el 2004. És la continuació de Barbershop estrenada el 2002.

## Argument
Calvin Palmer, Jr. és un patró orgullós de la seva perruqueria per a homes, el Babershop, fundada pel seu pare i el seu avi. Però un cert Quentin Leroux ho trasbalsarà obrint un saló, el Nappy Cutz, just a l'altra banda del carrer...

## Repartiment
- Ice Cube: Calvin Palmer, Jr.
- Cedric the Entertainer: Eddie
- Eve: Terri
- Troy Garity: Isaac
- Michael Ealy: Ricky
- Leonard Earl Howze: Dinka
- Harry Lennix: Quentin Leroux
- Robert Wisdom: Alderman Brown
- Jazsmin Lewis: Jennifer
- DeRay Davis: Hustle Guy
- Kenan Thompson: Kenard
- Queen Latifah: Gina
- Garcelle Beauvais: Loretta
- Norm Van Lier: Sam, un client

## Banda original
La banda original de la pel·lícula es va classificar en el 18è lloc al Billboard 200, 8è al Billboard Top R&B/Hip-Hop Albums i 1r al Top Soundtracks. Conté igualment els singles "Not Today", "I Can't Wait" i "Never".

### Llista de cançons
1. "Not Today"- 3:45 (Mary J. Blige & Eve)
2. "I Can't Wait"- 4:34 (Sleepy Brown & OutKast)
3. "Fallen"- 3:17 (Mýa & Chingy)
4. "Pussy"- 3:47 (Clipse)
5. "Never"- 4:04 (Keyshia Cole & Eve)
6. "Unconditionally"- 3:40 (G-Unit)
7. "All"- 3:25 (Olivia)
8. "Things Come and Go"- 3:58 (Mýa & Sean Paul)
9. "Wanna B Where U R (Thisizzaluvsong)"- 4:01 (Floetry & Mos Def)
10. "Barbershop" 4:21 (D-12)
11. "One of Ours"- 3:16 (Mobb Deep)
12. "Private Party"- 3:02 (Olivia)
13. "On the Weekend"- 3:47 (Morgan Smith & 3LW)
14. "Make It Home"- 5:03 (Spitfiya from bulletsproduuctionteam.com & Anthony Hamilton)
15. "Your Precious Love"- 3:11 (Avant & Keke Wyatt)